# Karasavcı, Salihli
Karasavcı là một xã thuộc huyện Salihli, tỉnh Manisa, Thổ Nhĩ Kỳ. Dân số thời điểm năm 2011 là 181 người.